# Mnium venezuelanum
Mnium venezuelanum là một loài Rêu trong họ Mniaceae. Loài này được (Mitt.) Müll. Hal. mô tả khoa học đầu tiên năm 1900.